# Sainte-Luce-sur-Loire
Pour les articles homonymes, voir Sainte-Luce.
Sainte-Luce-sur-Loire est une commune de l'Ouest de la France, située dans le département de la Loire-Atlantique, en région Pays de la Loire.
La commune fait partie de la Bretagne historique, dans le pays historique du Pays nantais.
Sainte-Luce-sur-Loire est longée par la Loire, et parsemée de nombreux manoirs construits par les notables nantais aux XVIIIe et XIXe siècles. Ancien lieu de résidence des évêques de Nantes, rurale jusqu'au milieu du XXe siècle, la commune est profondément modifiée par l'expansion urbaine de Nantes, notamment avec l'apparition de vastes zones pavillonnaires. L'activité de maraîchage, dominante après la Seconde Guerre mondiale, est en voie de disparition, en raison de la pression foncière des zones d'habitation et d'autres activités économiques.

## Géographie

### Situation

Localisation de Sainte-Luce-sur-Loire dans le département de la Loire-Atlantique.

Sainte-Luce-sur-Loire est située sur la rive droite (nord) de la Loire, à 6 km à l'est de Nantes (centre).

### Communes limitrophes
Les communes limitrophes sont (en sens inverse des aiguilles d'une montre) Nantes, Basse-Goulaine, Saint-Julien-de-Concelles, Thouaré-sur-Loire et Carquefou.
|        | Carquefou             |                                 |
| Nantes | Sainte-Luce-sur-Loire | Thouaré-sur-Loire               |
|        | Loire Basse-Goulaine  | Loire Saint-Julien-de-Concelles |

Les limites de la commune sont :
- le ruisseau de l'Aubinière à l'ouest avec Nantes ;
- la route départementale 723 au nord avec Carquefou ;
- la Loire au sud avec Saint-Julien-de-Concelles et Basse-Goulaine ;
- le ruisseau de Guette-Loup à l'est avec Thouaré-sur-Loire.

### Géologie
Une partie de la commune est caractérisée géologiquement par les dépôts de la Loire : c'est le « couloir ligérien ». Il s'agit grossièrement du sud de la commune. Le lit du fleuve occupe une large zone dépressionnaire. Les alluvions de cette zone sont parfois récentes, et également constituées de dépôts du quaternaire. Le lit actuel de la Loire est colmaté en surface par des vases molles et des sédiments majoritairement constitués de mica. Pendant la transgression flandrienne, la zone d'écoulement du fleuve a varié d'un bord à l'autre de son lit. Les parties les plus profondes de celui-ci ne se situent pas nécessairement sous son cours actuel.
Plus au nord, le sous-sol est constitué de micaschistes, des argiles compactés. Par endroits se sont formés des dépôts de limons éoliens (lœss) et des dépôts de sable, vestiges de la période du pliocène, pendant laquelle la mer recouvre la région du couloir ligérien. Les dépôts de surface proviennent du substrat rocheux métamorphique originaire de l'érosion du massif granitique du Sillon de Bretagne.
La partie la plus au nord de la commune est occupée par un plateau qui fait suite au sillon de Bretagne. Il est recouvert de limons, cailloutis et d'argile.

### Relief
Le relief du territoire de Sainte-Luce-sur-Loire, est marqué par la présence de la Loire et s’étend en pente
douce du Nord au Sud vers le fleuve. Il est structuré en trois parties couvrant chacune approximativement un tiers de la commune. Au nord, un plateau culmine à 35 mètres. Partant de là, un coteau en pente douce rejoint le lit de la Loire.
Sainte-Luce-sur-Loire compte sur son territoire une île de Loire, l'île Clémentine, au sud-est de la commune.

### Hydrographie et hydrologie

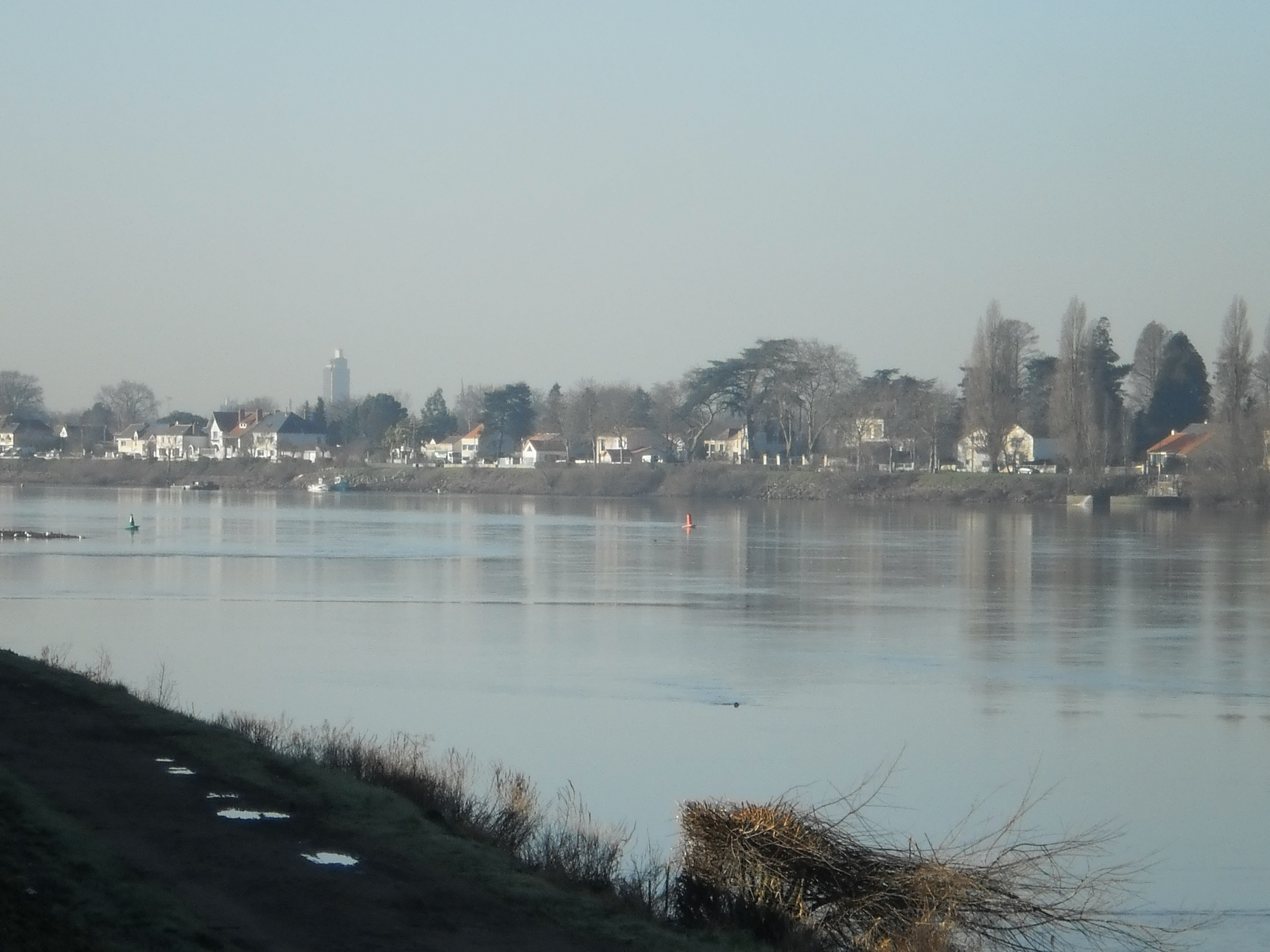
Le village de Bellevue vu depuis la rive opposée de la Loire.

La Loire, dont le bassin versant couvre environ 20 % du territoire français, a un régime hydraulique très variable (70 à 200 m3/s en période d'étiage, 5 500 m3/s en période de crue), soumis notamment à l'effet des marée auquel est sujette la côte atlantique. Le champ d'expansion du fleuve représente un quart du territoire de Sainte-Luce-sur-Loire. L'activité humaine (extraction de sable, creusement du chenal de navigation vers l'estuaire) a provoqué une baisse de 5 mètres de la ligne d'eau, et a augmenté l'amplitude de l'effet de marée. Sainte-Luce-sur-Loire se situe à la limite de la remontée saline due à l'apport de sel provoqué par la marée. Les modifications effectuées par l'Homme ont entraîné un accroissement du débit du fleuve qui entraîne un glissement plus rapide des sédiments, modifiant la composition de la végétation.
Quatre ruisseaux complètent le réseau hydrographique de la commune. L'Aubinière, à l'ouest, délimite le territoire de Nantes. Le Guette-Loup, à l'est, délimite le territoire de Thouaré-sur-Loire. Le Plessis-Maillard est en partie canalisé en conduit le long de l'autoroute A811. Les Islettes, en partie canalisé, coule au milieu des tenues maraîchères.

### Climat
Pour des articles plus généraux, voir Climat des Pays de la Loire et Climat de la Loire-Atlantique.
En 2010, le climat de la commune est de type climat océanique franc, selon une étude du CNRS s'appuyant sur une série de données couvrant la période 1971-2000. En 2020, Météo-France publie une typologie des climats de la France métropolitaine dans laquelle la commune est exposée à un climat océanique et est dans la région climatique Bretagne orientale et méridionale, Pays nantais, Vendée, caractérisée par une faible pluviométrie en été et une bonne insolation.
Pour la période 1971-2000, la température annuelle moyenne est de 12,2 °C, avec une amplitude thermique annuelle de 13,5 °C. Le cumul annuel moyen de précipitations est de 764 mm, avec 12,7 jours de précipitations en janvier et 6,2 jours en juillet. Pour la période 1991-2020, la température moyenne annuelle observée sur la station météorologique de Météo-France la plus proche, « Haie-Fouassière », sur la commune de La Haie-Fouassière à 12 km à vol d'oiseau, est de 12,8 °C et le cumul annuel moyen de précipitations est de 858,5 mm,. Pour l'avenir, les paramètres climatiques de la commune estimés pour 2050 selon différents scénarios d'émission de gaz à effet de serre sont consultables sur un site dédié publié par Météo-France en novembre 2022.

### Voies de communication et transports

#### Réseau routier

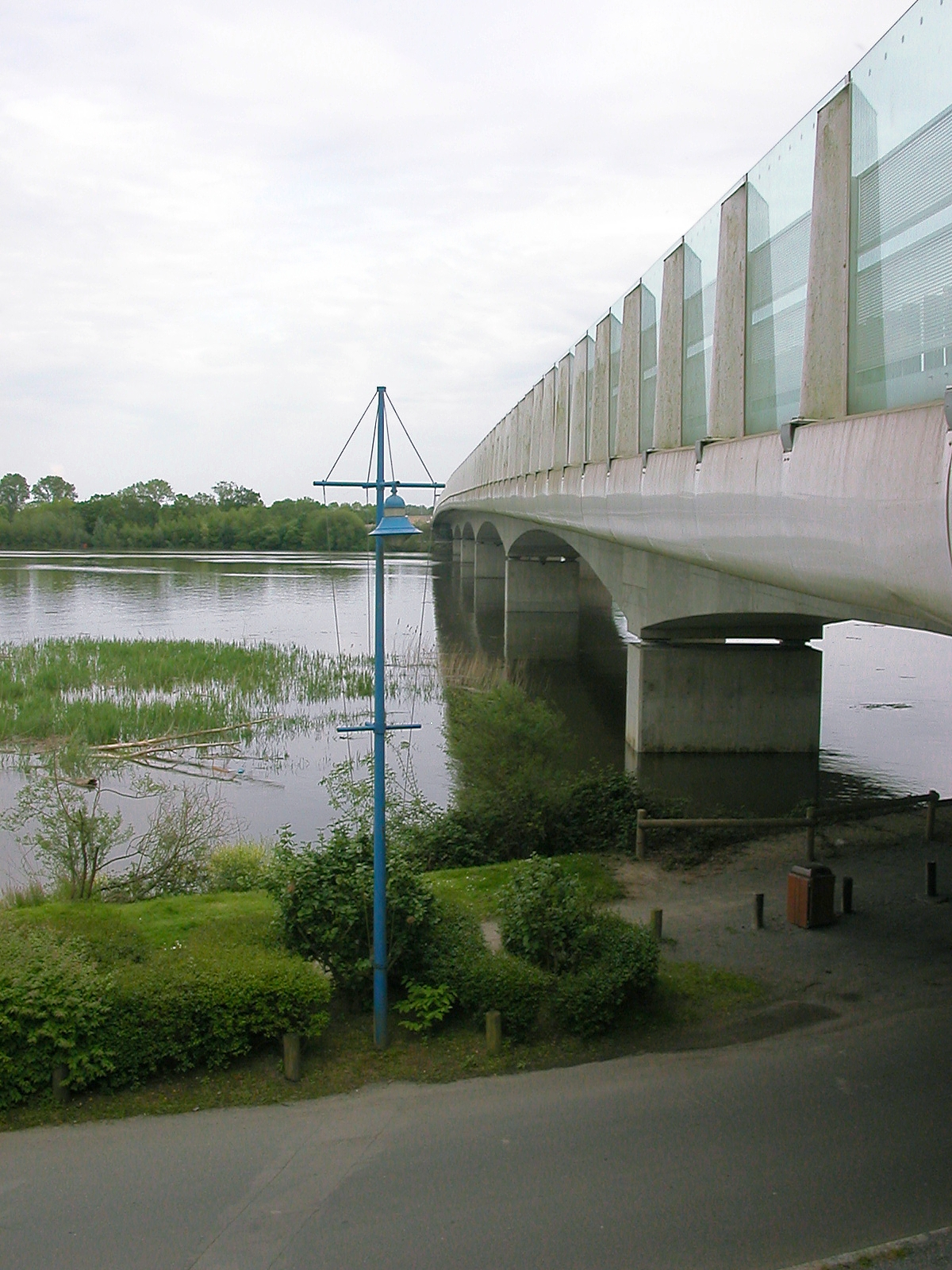
Ponts de Bellevue du périphérique nantais, permettant le franchissement de la Loire.

Sainte-Luce est traversée par deux axes importants de l'agglomération nantaise :
- le périphérique (entre la porte de Sainte-Luce se situant sur le territoire de Nantes, et la porte d’Anjou), après cette porte le périphérique franchit la Loire sur les ponts de Bellevue ;
- l’autoroute A811 (entre l'échangeur de Vieilleville avec l'A11 et la porte d'Anjou du périphérique).

Les fréquentations respectives de ces deux axes étaient, en 2007, de 63 400 véhicules par jour et 29 400 véhicules par jour.
Au nord, l'ancienne route nationale 23 devenue route départementale 723 (ou route de Paris) est un axe très fréquenté (15 500 véhicules par jour en 2007), desservant une zone d'activité économique. Cet axe, situé à la limite avec la commune de Carquefou, constitue une coupure urbaine.
Deux routes traversent le centre-ville de Sainte-Luce : la RD68 et la RD337. La première, qui suit un axe est-ouest, est très encombrée aux heures de pointe (jusqu'à 16 100 véhicules par jour sur la partie ouest en 2007), et a une fonction de voie de communication vers les communes de Thouaré-sur-Loire et Mauves-sur-Loire à l'est, qui entre en conflit avec son rôle de desserte du centre-ville. La seconde, dans un axe nord-sud, structure l'accès au nord de la commune (11 200 véhicules par jour en 2007).

#### Voies ferroviaires
Le territoire de la commune est traversé, en limite de sa zone inondable au sud, par la ligne de Tours à Saint-Nazaire, par laquelle passent les liaisons de Nantes vers Angers et Paris. La gare, ouverte en août 1851, très excentrée, a été mise en annexe entre 1955 et 1970, puis détruite en novembre 1978. L'hypothèse de mise en place d'un arrêt du TER est liée à la construction d'une nouvelle station dans le secteur de la Mignonnerie (près de la salle de spectacle Ligéria). Ce choix dépend de travaux à réaliser dans la gare de Nantes, dont la configuration en 2012 ne permet pas l'augmentation du trafic TER.

#### Transports en commun
La ville est desservie par plusieurs lignes de bus du réseau TAN : la ligne C7 assurant des liaisons vers Nantes, Thouaré-sur-Loire et le bourg de Sainte-Luce, la ligne 77 desservant les zones d’activités du nord de la commune, et les lignes 80 et 87 effectuant des liaisons transversales vers les quartiers résidentiels. Les destinations principales des usagers de ces lignes sont la ligne 1, le lycée La Colinière et la gare de Thouaré-sur-Loire,,.

## Urbanisme

### Typologie
Au 1er janvier 2024, Sainte-Luce-sur-Loire est catégorisée grand centre urbain, selon la nouvelle grille communale de densité à sept niveaux définie par l'Insee en 2022.
Elle appartient à l'unité urbaine de Nantes, une agglomération intra-départementale regroupant 22  communes, dont elle est une commune de la banlieue,,. Par ailleurs la commune fait partie de l'aire d'attraction de Nantes, dont elle est une commune du pôle principal,. Cette aire, qui regroupe 116 communes, est catégorisée dans les aires de 700 000 habitants ou plus (hors Paris),.

### Occupation des sols
L'occupation des sols de la commune, telle qu'elle ressort de la base de données européenne d’occupation biophysique des sols Corine Land Cover (CLC), est marquée par l'importance des territoires artificialisés (52,3 % en 2018), en augmentation par rapport à 1990 (35,6 %). La répartition détaillée en 2018 est la suivante : 
zones urbanisées (40,6 %), zones agricoles hétérogènes (25,3 %), prairies (14,4 %), zones industrielles ou commerciales et réseaux de communication (11,6 %), eaux continentales (5,4 %), cultures permanentes (2,3 %), terres arables (0,3 %), espaces verts artificialisés, non agricoles (0,1 %). L'évolution de l’occupation des sols de la commune et de ses infrastructures peut être observée sur les différentes représentations cartographiques du territoire : la carte de Cassini (XVIIIe siècle), la carte d'état-major (1820-1866) et les cartes ou photos aériennes de l'IGN pour la période actuelle (1950 à aujourd'hui).

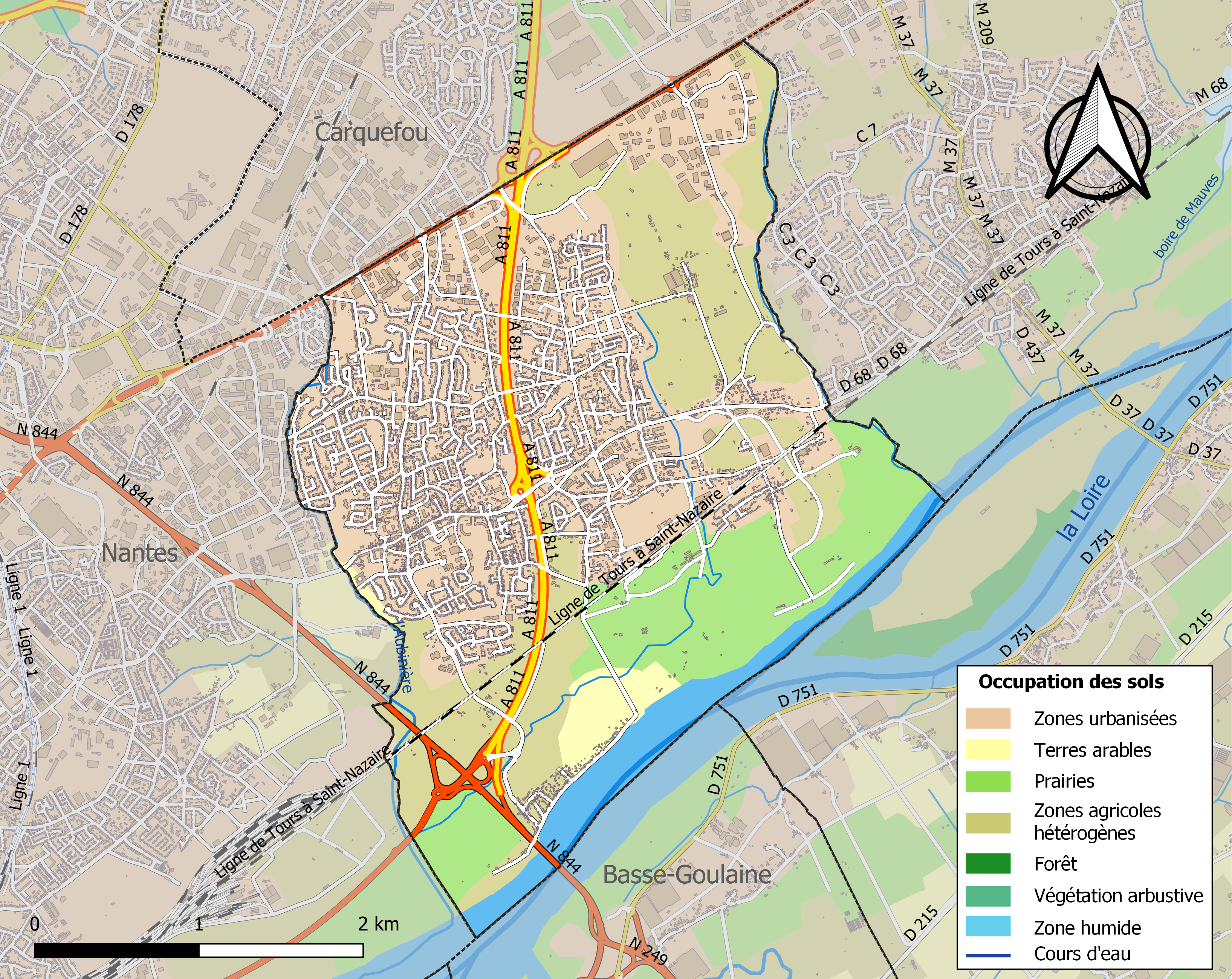
Carte des infrastructures et de l'occupation des sols de la commune en 2018 (CLC).

### Morphologie urbaine
Sainte-Luce-sur-Loire est située en première couronne de la banlieue de Nantes, à laquelle son développement économique est lié. Jusque dans les années 1970, la commune garde un caractère rural, avec un habitat dispersé. La principale forme d'expansion urbaine est l'accroissement du tissu pavillonnaire, qui provoque un morcellement des zones agricoles et risque de faire perdre au bâti ancien son identité.
Le bourg semble s'être concentré à l'origine non loin du château de Chassay. C'est donc à l'ouest du territoire de la commune que les églises successives cristallisent quelques maisons. Les hameaux, ou villages, sont à l'origine plus importants que le bourg ; ils se nomment la Cadoire, les Trois Chênes, la Haie, le Taillis Moreau, la Bournière, la Bougrière, etc. Les abords des marais sont également très habités, au niveau de l’Angle, la Joliverie, la Rondelière, le Petit Rocher, la Janviérie. Dans la ville qui a rapidement grandi entre 1960 et les années 2000, le centre-ville est de taille relativement modeste, et est la seule zone où existent des logements collectifs, de petite taille, jusqu'en 2011.
Des époques anciennes sont conservées au XXIe siècle des corps de ferme et des maisons nobles. Ce bâti ancien est en partie englobé dans les zones urbanisées, et est globalement peu présent. Parmi les quatorze maisons nobles encore existantes, celles définies comme « patrimoine bâti de qualité » se situent dans le quart sud-est de la commune.
En 1844 est lancé le projet de ligne de chemin de fer entre Orléans et Nantes. Le positionnement de la gare ouverte en 1851, éloignée du centre du bourg vers le sud-est, et la construction d'un remblai imposant pour tenir compte du caractère inondable de la zone du tracé de la voie de chemin de fer, conditionnent l'évolution de la commune. Le développement s'effectue vers Thouaré-sur-Loire, à l'est, avec la construction d'une mairie et d'une école.

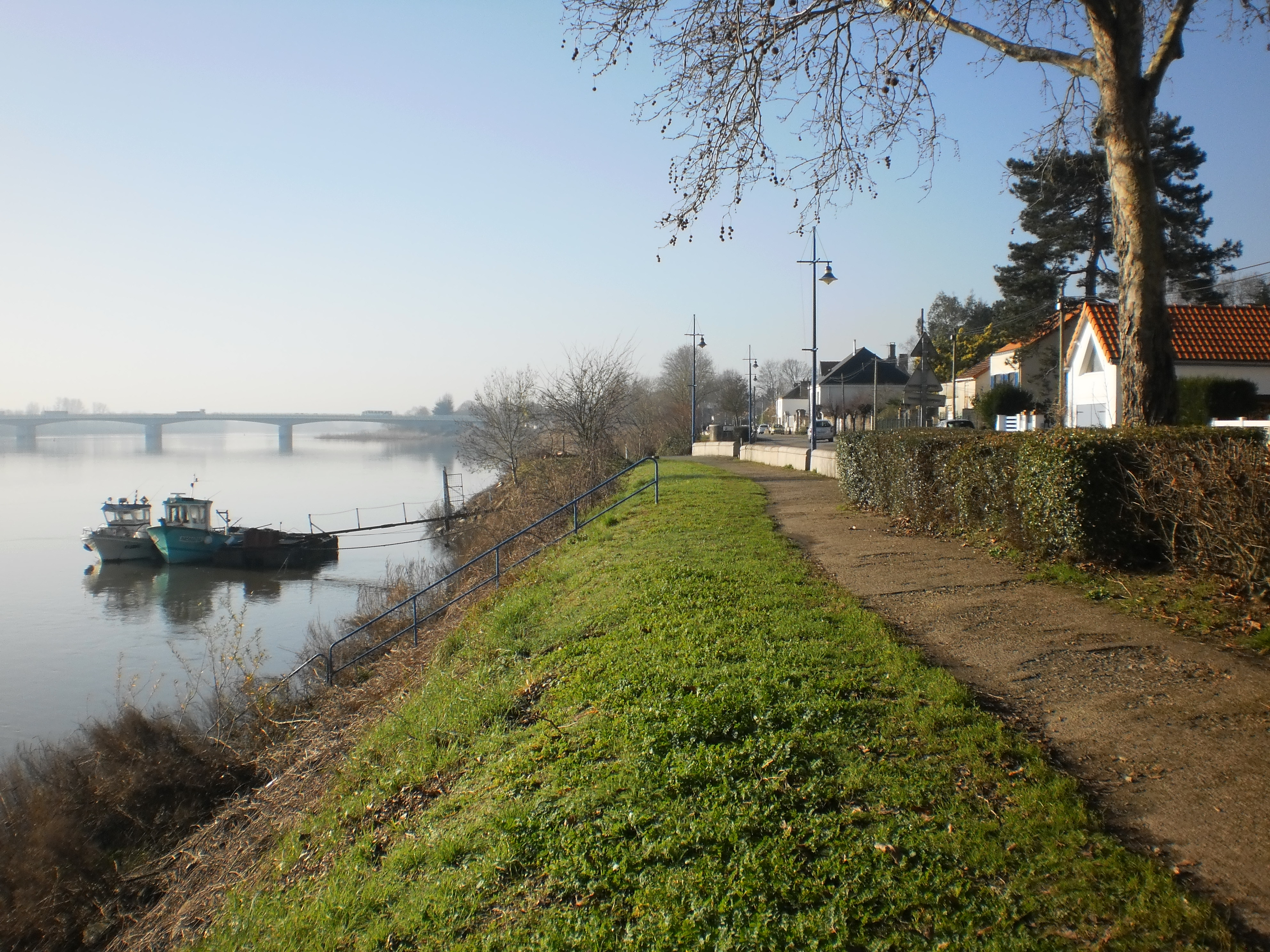
Aspect du village de Bellevue.

Après la Seconde Guerre mondiale, la commune connaît une augmentation de population, comme toute l'agglomération nantaise. Cet accroissement culmine dans les années 1960 et 1970. Dans les années 1980 et 1990, le plan d'occupation des sols fixe à 100 le nombre de logements créés chaque année. Durant cette période, le développement de secteurs économiques s'effectue le long de la RD723 (ex-RN23). L'urbanisation s'est faite sous forme pavillonnaire, autour du centre-ville et à l’ouest de l’autoroute. La voie ferrée, la route de Paris (RD723, ex RN23) et l’autoroute A811, forment les trois grandes coupures urbaines de la commune. Au début des années 1980, la partie à l'est de l’autoroute a commencé son urbanisation. Du fait de la forte proportion de pavillons, la part de surface urbanisée est importante par rapport aux autres communes de l'agglomération.
De l'ancienne structure en hameaux disséminés, il ne reste au XXIe siècle que le village de Bellevue, en bord de Loire, qui a conservé son isolement en raison du caractère inondable de la partie sud de la commune.

### Logement
En 2008, on dénombrait dans la commune un total de 4 637 résidences reparties en 4 559 résidences principales, 20 résidences secondaires et 57 logements vacants. Les logements sont relativement récents : 69 % des résidences ont été construites depuis 1975. En 2008, 3 445 ménages étaient propriétaires de leur résidence principale, 1 065 en étaient locataires (dont 508 dans un logement HLM) et 50 y étaient logées gratuitement.
|                        | 1968  | 1975  | 1982  | 1990  | 1999  | 2008  |
| Résidences principales | 1 008 | 1 764 | 2 533 | 3 109 | 4 016 | 4 637 |
| Résidences secondaires | 62    | 49    | 53    | 42    | 66    | 20    |
| Résidences vacantes    | 30    | 96    | 85    | 81    | 80    | 57    |

## Toponymie
Vers l'an 800, il est fait mention des termes : « Chassiacum » ou, selon les rédacteurs, « Chezal », « Chassalineum » ou « Chassaliacum ». Selon les archivistes Léon Maître et Paul de Berthou, au Moyen Âge, le toponyme Chasseil et ses variantes (« Chefsail », « Chesail », « Chessail » ou encore « Chefseil ») désigne la source du Seil, ruisseau qui coule à l’ouest de la commune. Ce nom est utilisé pour désigner une métairie sur un document datant de 1076.
Au début XIIe siècle se forme la paroisse Sainte-Luce de Chefsail, sous le patronage de sainte Lucie. Au cours du XVe siècle, le territoire paroissial, dans son ensemble, est désigné par le nom de sainte Luce, ou sainte Lucie.
Le nom de la localité est attesté sous la forme Sancta Lucia au XVe siècle.
Officiellement orthographiée Sainte Luce à sa création en 1793, elle est écrite Sainte-Luce au bulletin des lois en 1801. En 1920, le nom de la commune devient Sainte-Luce-sur-Loire.
Le nom de Sainte-Luce-sur-Loire vient de sainte Luce ou Lucie (vierge et martyre), patronne de la paroisse.
En gallo, le nom de la commune est Sainte-Luce selon l'écriture ABCD. Le nom attribué par l’Office public de la langue bretonne est « Santez-Lusenn », en référence à la graphie latine Sancta Lucia du XVe siècle.

## Histoire

### Moyen Âge
Dans le système féodal, le territoire fait partie jusqu'à la Révolution du comté et de la sénéchaussée de Nantes. En 851, la région passe sous contrôle breton, « Chefsail » (puis Sainte-Luce) fait partie du royaume puis du duché de Bretagne.
Partie ancienne de l’hôtel de ville, le château de Chassay est à l’origine la résidence de campagne des évêques de Nantes. Une première demeure est construite semble-t-il sur le site dès le VIe siècle. Elle est habitée par saint Félix Ier (qui l'aurait fait construire selon certaines sources, et il y aurait accueilli le poète Venance Fortunat, mais cette dernière hypothèse ne semble pas être suffisamment étayée) à l'emplacement d'une ancienne villa romaine baptisée Cariacum, située sur le tracé de la plus ancienne voie romaine de la région (déjà mentionné au IIIe siècle) et qui menait à Nantes via Doulon, village lui aussi habité dès l'époque gallo-romaine.
En 1076, l’évêque de Nantes, Guérech II de Cornouaille (ou Quiriac), donne à son frère Benoît, abbé de la puissante abbaye Sainte-Croix de Quimperlé, une de ses métairies à Chasseil.

### Époque moderne
Au cours du XVe siècle, le territoire paroissial, dans son ensemble, est désigné par le nom de Sainte-Luce, patronne de l'église qui est alors construite au milieu de l'ancien cimetière se trouvant à l'entrée ouest du bourg (l'existence de l'ancien presbytère attenant à ce dernier, au 3 rue du Président Coty, baptisé « Maison Auvigne » et datant de 1450, en atteste la présence).
En 1532, à la suite de l'Union de la Bretagne à la France, Sainte-Luce-sur-Loire est intégrée au royaume de France.
Henri IV y séjourne le 13 avril 1598, à l’invitation de l’évêque Philippe du Bec, avant d’entrer à Nantes pour y signer son célèbre édit ; il est accueilli au château de Chassay. Autre hôte célèbre de la paroisse, le cardinal de Richelieu est hébergé au château de la Haie en 1626, lors d'un voyage à Nantes.

### Depuis la Révolution
Lors de la Révolution française, quelques victimes sont à déplorer dans la commune. Des canonnières sont postées sur ses rives. L'empereur Napoléon Ier traverse Sainte-Luce le 11 août 1811.
Au cours de la révolution, Sainte-Luce est choisie comme résidence secondaire par des notables nantais, ce qui entraîne la construction ou la reconstruction de manoirs.
En 1844, les crédits sont débloqués pour la construction de la ligne de chemin de fer de Tours à Nantes, dont le tracé passe par le sud de Sainte-Luce. En août 1851, une gare apparaît sur le territoire de la commune. En 1878, une nouvelle église est construite. En 1893, une épidémie de phylloxera détruit une grande partie du vignoble, jusque-là très présent dans la production agricole de la commune.
Après la Seconde Guerre mondiale, pendant laquelle Sainte-Luce se situait dans la zone occupée par l'armée allemande, la commune bénéficie de l'arrivée de 187 maraîchers auparavant installés sur des terres de la commune de Nantes, mais qui sont expulsés dans le cadre du plan de reconstruction et d'aménagement mis en place en 1948.
Terre rurale depuis l'origine, Sainte-Luce ne connaît d'activité « industrielle » que l'exploitation du sable de Loire — liée notamment à l'activité maraîchère — avant l'urbanisation rapide commencée dans les années 1960.

## Politique et administration

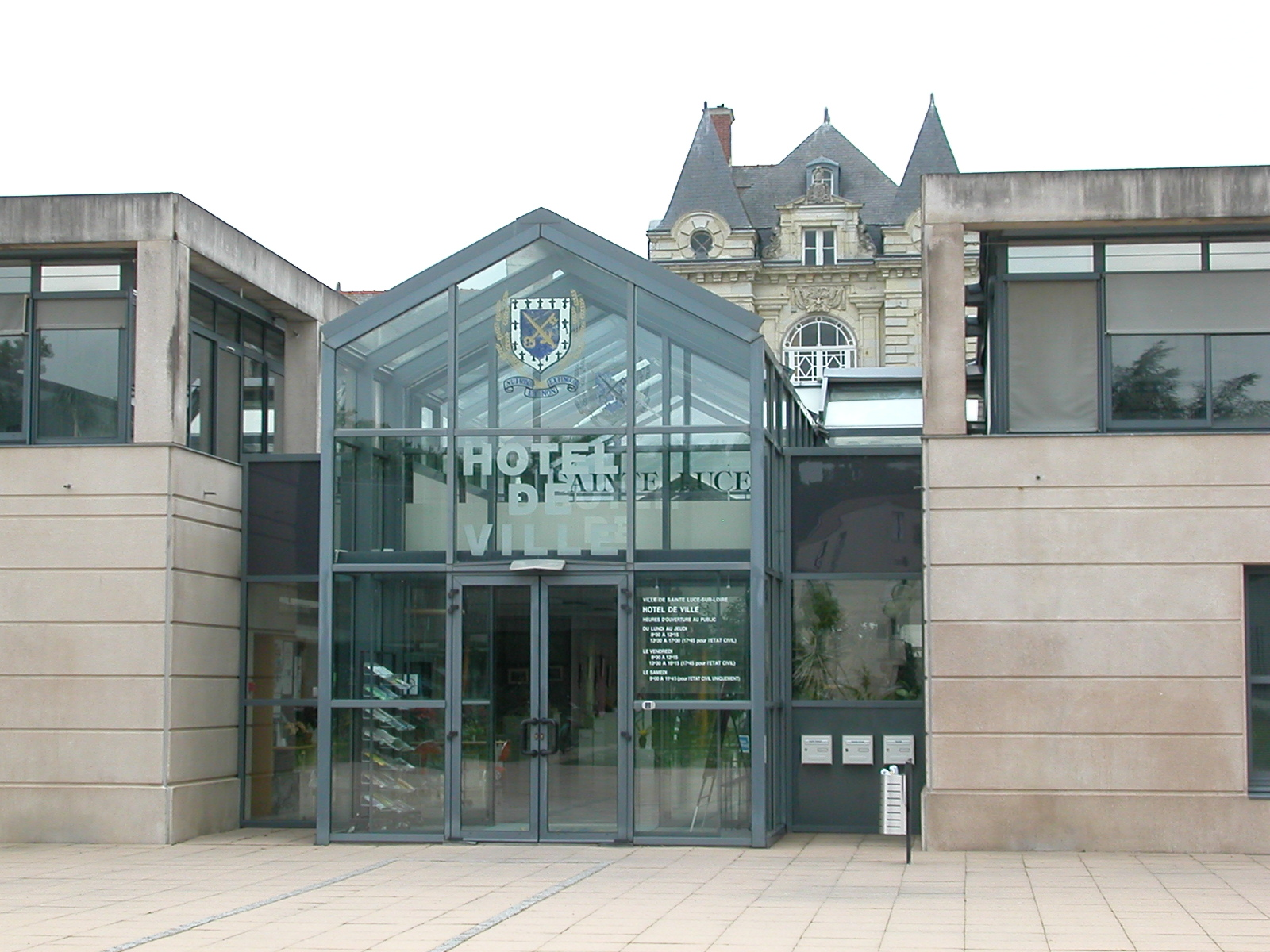
L'hôtel de ville de Sainte-Luce-sur-Loire

Sainte-Luce-sur-Loire se situe dans la cinquième circonscription de la Loire-Atlantique, dans l'arrondissement de Nantes, et fait partie de la région des Pays de la Loire. La ville est une des quatre communes du canton de Carquefou.

### Tendances politiques et résultats
Sainte-Luce-sur-Loire vote traditionnellement à gauche. L'extrême droite y est généralement plus faible qu'au niveau national.

#### Scrutins nationaux
Lors de l'élection présidentielle de 2002, Lionel Jospin est le candidat placé en tête des suffrages dans la commune (21,47%), suivi de Jacques Chirac (17,48%) et de Noël Mamère (9,77%). Les électeurs donnent, au second tour, un très large avantage à Jacques Chirac (92,04%) sur Jean-Marie Le Pen (7,96%), supérieur à la moyenne nationale.
Le décompte des votes du 1er tour de l'élection présidentielle 2007 a révélé à Sainte-Luce-sur-Loire un taux d'abstention de 9,63 %, inférieur au taux national (16,03 %). Les électeurs lucéens ont principalement voté pour S. Royal (33,62 %), N. Sarkozy (27,50 %), F. Bayrou (21,88 %) et J.-M. Le Pen (4,62 %). Mme Royal obtient 8 points de plus qu'au niveau national, M. Sarkozy 4 points de moins. Au second tour, avec une abstention (9,91 %) toujours nettement inférieure à celle du pays entier, Sainte-Luce vote majoritairement pour Mme Royal (56,54 %), devant M. Sarkozy (43,46 %), résultat très différent de celui de l'ensemble du pays (respectivement 46,94 % et 53,06 %).
Au second tour de l'élection présidentielle 2012, la commune donne un large avantage à François Hollande (59,90%) sur Nicolas Sarkozy (40,10).
Au second tour de l'élection présidentielle 2017, Emmanuel Macron y obtient 82,73 des suffrages, contre 17,27% à Marine Le Pen. Au premier tour, Emmanuel Macron (34,46%) et Jean-Luc Mélenchon (20,14%) étaient les deux candidats arrivés en tête.
Au premier tour de l'élection présidentielle 2022, la commune place en tête les deux mêmes candidats qu'en 2017 : Emmanuel Macron (à 36,04%, soit environ 10 points de plus qu'au niveau national) et Jean-Luc Mélenchon (à 22,12%, très proche de son score national). Le candidat écologiste obtient un score environ deux fois supérieur à son score national (8,40% pour Yannick Jadot) et l’extrême droite y est, une fois encore, plus faible qu'au niveau national (Marine Le Pen à 14,36%, Éric Zemmour à 4,67%).

#### Scrutins locaux
Le député de Sainte-Luce-sur-Loire (5e circonscription) est M. Michel Ménard (PS) qui, lors des élections législatives de 2007, avec 56,43 % arrive devant son opposant, M. Robert Diat (Union pour un mouvement populaire, 43,57 %) en ce qui concerne les votes lucéens au second tour. Au premier tour, M. Ménard avait obtenu à Sainte-Luce 36,79 %, M. Diat 37,03 % et M. Perrion (UDF-Mouvement démocrate) 10,26 %, le seul autre candidat approchant les 5 % étant Mme Trichet-Allaire (Europe Écologie Les Verts) avec 4,87 %. L'abstention a été respectivement de 31,79 % et 30,50 %.
En 2008, l'élection municipale a vu la liste « Sainte-Luce avance-Harmonicité », conduite par M. Bernard Aunette, obtenir la majorité absolue dès le 1er tour (62,26 %), ce qui lui octroie 27 sièges au conseil municipal, devant « Sainte-Luce toujours » conduite par Mme Édith Lemaître (37,74 %, 6 sièges). L'abstention atteint 29,17 %. M. Bernard Aunette est par la suite élu maire par le conseil municipal.
En 2014, Jean-Guy Alix est élu maire après la victoire de sa liste divers droite au premier tour (50,61 %) devant celle PS-PCF-EELV conduite par Anthony Descloziers et celle du maire sortant divers gauche, Bernard Aunette (23,82 %).
En 2020, la liste « Ensemble pour Sainte-Luce » (divers gauche) conduite par Anthony Descloziers l'emporte au second tour avec 53,19 % des voix, devançant le maire sortant Jean-Guy Alix (46,81%) et sa liste « Sainte-Luce est à vous » (divers droite) de 307 voix. L'abstention au second tour était de 54,87%. Jean-Paul Misler (divers centre), le 3ème candidat de cette élection, s'était retiré à la suite du premier tour. Le 3 juillet, Anthony Descloziers est élu maire ainsi que conseiller communautaire de Nantes Métropole [avec Véronique Cadieu (élue) et Julien Foussard (suppléant)] par le conseil municipal.
Les personnalités exerçant une fonction élective dont le mandat est en cours et en lien direct avec le territoire de la commune de Sainte-Luce-sur-Loire sont les suivantes :
| Élection        | Territoire            | Titre                              | Nom                                                    | Début de mandat  | Fin de mandat |
| --------------- | --------------------- | ---------------------------------- | ------------------------------------------------------ | ---------------- | ------------- |
| Municipales     | Sainte-Luce-sur-Loire | Maire                              | Anthony Descloziers (PS)                               | 2020             | 2026          |
| Départementales | Canton de Carquefou   | Conseillers départementaux         | Véronique Dubbettier-Grenier (DVD) Serge Mounier (DVD) | 2015             | 2027          |
| Départementales | Loire-Atlantique      | Président du conseil départemental | Michel Ménard (PS)                                     | 2021             | 2027          |
| Législatives    | 5e circonscription    | Député                             | Luc Geismar (Modem)                                    | 27 août 2020     | 2027          |
| Régionales      | Pays de la Loire      | Présidente du conseil régional     | Christelle Morançais (LR)                              | 7 septembre 2017 | 2027          |
| Présidentielles | France                | Président de la République         | Emmanuel Macron (LREM)                                 | 2017             | 2027          |

### Administration municipale
Le conseil municipal de Sainte-Luce compte 33 membres, comme toutes les communes de 10 000  à   20 000 habitants. Le maire M. Anthony Descloziers est entouré de 26 conseillers municipaux de la liste « Ensemble pour Sainte-Luce » et 7 conseillers municipaux de l'opposition,.

### Liste des maires
| Période                                  | Période                    | Identité                             | Étiquette    | Qualité |
| ---------------------------------------- | -------------------------- | ------------------------------------ | ------------ | --- |
| 1790                                     | 1792                       | Louis-Casimir Colas                  |              | |
| 1792                                     | 1800                       | Joseph Brevet                        |              | |
| 1801                                     | 1805                       | François Retière                     |              | |
| 1805                                     | 1806                       | Joseph Brevet                        |              | |
| 1807                                     | 1814                       | Louis Michel Libault de La Templerie |              | |
| 1815                                     | 1824                       | Philippe Brevet                      |              | |
| 1824                                     | 1826                       | P. Richard de la Caillère            |              | |
| 1826                                     | 1832                       | L. Barnabé de la Haie                |              | |
| 1832                                     | 1834                       | baron L. d'Yvoley                    |              | |
| 1834                                     | 1838                       | Yvon Métaireau                       |              | |
| 1838                                     | 1846                       | Joseph Rousseau                      |              | |
| 1846                                     | 1848                       | Adolphe Albert                       |              | |
| 1849                                     | 1851                       | Joseph Rousseau                      |              | |
| 1851                                     | 1863                       | Charles de Valori                    |              | |
| 1864                                     | 1867                       | Pierre Guillet                       |              | |
| 1867                                     | 1871                       | Levallet                             |              | |
| 1871                                     | 1881                       | Alexandre Genuit                     |              | |
| 1881                                     | 1898                       | Auguste Rousseau                     |              | |
| 1898                                     | 1900                       | Fernand Joly                         |              | |
| 1900                                     | 1931                       | Eudes de Fremond de la Merveillère   |              | |
| 1931                                     | 1945                       | François Richard                     |              | |
| mai 1945                                 | décembre 1958              | Louis Gaudin                         |              | |
| décembre 1958                            | mars 1959                  | Pierre Renoux                        |              | Premier adjoint, assure l'intérim                                                                                           |
| mars 1959                                | mars 1983                  | Félix Tessier                        | DVD          | Maraîcher |
| mars 1983                                | septembre 2007 (démission) | Pierre Brasselet                     | DVD          | Ancien inspecteur divisionnaire de la SNCF Conseiller général de Carquefou (1985 → 2004)                                    |
| septembre 2007                           | octobre 2007               | Marie-Edith Lemaître                 | DVD          | Maire par intérim |
| octobre 2007                             | mars 2014                  | Bernard Aunette                      | PS           | Retraité de l'enseignement Conseiller général de Carquefou (2004 → 2015) Élu à la suite d'une élection municipale partielle |
| mars 2014                                | juillet 2020               | Jean-Guy Alix                        | UMP puis DVD | Cadre dirigeant retraité |
| juillet 2020                             | En cours                   | Anthony Descloziers                  | PS           | Entrepreneur conseil en valorisation du patrimoine 2e vice-président de Nantes Métropole (2024 → )                          |
| Les données manquantes sont à compléter. |                            |                                      |              | |

### Intercommunalité
Sainte-Luce-sur-Loire fait partie de Nantes Métropole. La ville y est représentée par le maire et un autre élu communautaire.

### Fiscalité
| Taxe                                                | Taux appliqué (part communale) | Recettes dégagées en € |
| --------------------------------------------------- | ------------------------------ | ---------------------- |
| Taxe d'habitation (TH)                              | 21,23 %                        | 3 504 000              |
| Taxe foncière sur les propriétés bâties (TFPB)      | 21,12 %                        | 2 678 000              |
| Taxe foncière sur les propriétés non bâties (TFPNB) | 58,34 %                        | 62 000                 |
| Compensation-relais                                 |                                | 0                      |
| Cotisation foncière des entreprises (CFE)           | 0                              | 0                      |

### Sécurité, instances judiciaire et administrative
Une gendarmerie est installée dans la commune, route de Thouaré, et la ville est dotée d'une police municipale.
La commune dépend de la cour d'appel de Rennes, du tribunal de grande instance et d'instance ainsi que du tribunal de commerce et du conseil de prud'hommes de Nantes. Elle dépend également de la cour administrative d'appel de Nantes.

### Budget
| Évolution de l'endettement (en milliers d’€) | Évolution des dépenses d’équipement (en milliers d’€) |

### Politique environnementale
La ville s'est engagée dans une politique de développement durable. En juin 2009, le conseil municipal a fixé cinq objectifs dans le cadre de l'Agenda 21 : lutter contre le réchauffement climatique, réduire les inégalités, respecter le cadre de vie et l'environnement, favoriser la production et la consommation responsables, et promouvoir le développement durable. Vingt-et-une actions sont programmées, le suivi de leur mise en œuvre est régulièrement publié.
Nantes Métropole, gestionnaire de la collecte et du tri des déchets, mène une politique globale de l'environnement sur l'agglomération, qui apparaît notamment dans le Plan local d'urbanisme.

### Jumelages
La ville est jumelée depuis 1988 avec la ville allemande de Herzogenaurach. C'est une initiative d'élèves du collège lucéen de la Reinetière qui est à l'origine de ce rapprochement. Ce jumelage est renforcé par l'existence de deux associations situées chacune dans une des villes liées : le Freundeskreis (Cercle d'amis), créé en 1990 à Herzogenaurach, et le Cercle d'amis Sainte-Luce/Herzogenaurach, fondée en 1994 dans la commune française.

## Population et société

### Démographie
Selon le classement établi par l'Insee, Sainte-Luce-sur-Loire fait partie de l'aire d'attraction des villes, l’établissement public de coopération intercommunale, de l'unité urbaine, de la zone d'emploi et du bassin de vie de Nantes. Toujours selon l'Insee, en 2018, la répartition de la population sur le territoire de la commune était majoritairement considérée comme « denses »: 80,55% des habitants résidaient dans des zones « denses », 18,84% dans des zones « intermédiaires », 0,48 dans des zones « peu denses » et 0,13% dans des zones « très peu denses ».

#### Évolution démographique
L'évolution du nombre d'habitants est connue à travers les recensements de la population effectués dans la commune depuis 1793. Pour les communes de plus de 10 000 habitants les recensements ont lieu chaque année à la suite d'une enquête par sondage auprès d'un échantillon d'adresses représentant 8 % de leurs logements, contrairement aux autres communes qui ont un recensement réel tous les cinq ans,.

En 2022, la commune comptait 16 227 habitants, en évolution de +6,43 % par rapport à 2016 (Loire-Atlantique : +6,68 %, France hors Mayotte : +2,11 %).
| 1793 | 1800 | 1806 | 1821 | 1831 | 1836 | 1841  | 1846  | 1851 |
| ---- | ---- | ---- | ---- | ---- | ---- | ----- | ----- | ---- |
| 890  | 908  | 909  | 981  | 957  | 985  | 1 027 | 1 024 | 939  |

| 1856  | 1861  | 1866  | 1872  | 1876  | 1881  | 1886  | 1891  | 1896  |
| ----- | ----- | ----- | ----- | ----- | ----- | ----- | ----- | ----- |
| 1 045 | 1 087 | 1 110 | 1 045 | 1 119 | 1 133 | 1 122 | 1 133 | 1 144 |

| 1901  | 1906  | 1911  | 1921  | 1926  | 1931  | 1936  | 1946  | 1954  |
| ----- | ----- | ----- | ----- | ----- | ----- | ----- | ----- | ----- |
| 1 148 | 1 193 | 1 112 | 1 105 | 1 116 | 1 220 | 1 278 | 1 417 | 1 961 |

| 1962  | 1968  | 1975  | 1982  | 1990  | 1999   | 2006   | 2011   | 2016   |
| ----- | ----- | ----- | ----- | ----- | ------ | ------ | ------ | ------ |
| 2 929 | 3 420 | 5 939 | 8 399 | 9 648 | 11 263 | 11 776 | 12 699 | 15 247 |

| 2021   | 2022   | - | - | - | - | - | - | - |
| ------ | ------ | - | - | - | - | - | - | - |
| 15 527 | 16 227 | - | - | - | - | - | - | - |

#### Pyramide des âges
La population de la commune est relativement jeune.
En 2018, le taux de personnes d'un âge inférieur à 30 ans s'élève à 36,9 %, soit en dessous de la moyenne départementale (37,3 %). À l'inverse, le taux de personnes d'âge supérieur à 60 ans est de 22,0 % la même année, alors qu'il est de 23,8 % au niveau départemental.
En 2018, la commune comptait 7 387 hommes pour 7 851 femmes, soit un taux de 51,52 % de femmes, légèrement supérieur au taux départemental (51,42 %).
Les pyramides des âges de la commune et du département s'établissent comme suit.
| Hommes | Classe d’âge | Femmes |
| ------ | ------------ | ------ |
| 0,4    | 90 ou +      | 0,9    |
| 4,2    | 75-89 ans    | 5,7    |
| 16,2   | 60-74 ans    | 16,6   |
| 21,4   | 45-59 ans    | 22,4   |
| 18,6   | 30-44 ans    | 19,6   |
| 19,6   | 15-29 ans    | 16,3   |
| 19,7   | 0-14 ans     | 18,5   |

| Hommes | Classe d’âge | Femmes |
| ------ | ------------ | ------ |
| 0,6    | 90 ou +      | 1,8    |
| 6      | 75-89 ans    | 8,6    |
| 15,1   | 60-74 ans    | 16,4   |
| 19,4   | 45-59 ans    | 18,8   |
| 20,1   | 30-44 ans    | 19,3   |
| 19,2   | 15-29 ans    | 17,4   |
| 19,5   | 0-14 ans     | 17,6   |

### Équipements
La ville s'est dotée de plusieurs équipements collectifs : la médiathèque-ludothèque René-Goscinny, ouverte depuis mai 2006, face à la mairie ; la salle de spectacles Ligéria, qui permet d'accueillir 480 spectateurs assis, et peut se transformer en salle polyvalente pour 700 personnes ; l'école de musique Sinfonia ; des salles municipales ; de nombreux complexes sportifs (Philippe Porcher, Marc Jaffret, Marcel Le Bonniec, Eric Tabarly, skatepark de la Minais, Halle des Sports de la Minais) et un stade municipal. Les jeunes de la commune peuvent également se réunir au Patio (l'AJ), lieu d'activités où des sorties sont organisées. Annuellement, il y a un séjour estival nommé "100% Vous" qui mobilise une quinzaine de jeunes s'autofinançant en partie grâce à des actions menées durant l'année scolaire.

### Enseignement
La commune dépend de l'académie de Nantes. Sainte-Luce-sur-Loire dispose de cinq écoles publiques (dont trois maternelles et quatre élémentaires) réparties dans quatre groupes scolaires différents, et pour l'enseignement privé d'un groupe scolaire réunissant une école élémentaire et une maternelle. Pour le secondaire, on trouve le collège de la Reinetière,. Les jeunes Lucéens se rendent également au collège de Thouaré-sur-Loire. Le lycée de secteur est celui de La Colinière.

### Manifestations culturelles et festivités

#### Les Feux de l’été
De 1998 à 2007, chaque dernier samedi de juin, plusieurs milliers de spectateurs se réunissaient devant le château de Chassay pour assister au conte pyrotechnique de la société Féerie. Les thèmes s'inspirent de l'histoire et de la mythologie : 
- Henri IV en 1998 était la première expérience de Féerie à Ste Luce ;
- Jules Verne en 1999 racontait les plus belles œuvres de Jules Verne, sous forme de « nouvelles pyrotechniques » ;
- Merlin en 2000 était le premier « conte de fée » réalisé par Féerie ;
- Christophe Colomb en 2001 ;
- La Belle au bois dormant en 2003 ;
- Esméralda en 2004 ;
- Le Tour du monde en 80 jours en 2005 marquait l'arrivée de nouvelles technologies ;
- Roméo et Juliette en 2006 ;
- Terra Nostra en 2007, qui raconta sous forme d'un spectacle pyrotechnique l'odyssée de la Terre, de sa création à aujourd'hui, sur fond de message écologiste et humaniste.

#### Les Guinguettes de la Saint-Jean
En 2008, la mairie de Sainte-Luce-sur-Loire n'a pas souhaité reconduire les feux de l'été, pour miser sur une autre forme d'animation. Le 28 juin 2008, les Lucéens avaient donc rendez-vous au bord de la Loire, au cœur de l'ancien village de pêcheurs de Bellevue. Au programme, dégustation de sardines grillées et autres mets locaux, le tout animé par trois scènes et pistes de danse, réparties le long des bords de Loire.

#### Marché aux puces
Les puces lucéennes ont lieu deux fois par an, le deuxième dimanche de juin et le 1er dimanche de septembre sur les bords de la Loire.

### Santé
Le centre hospitalier le plus proche se situe à Nantes. En 2005, Sainte-Luce comptait 18 médecins dont (neuf généralistes, un cardiologue, un dermatologue, un gynécologue, un ophtalmologue, deux pédiatres et trois radiologues). Un laboratoire d’analyses médicales était installé dans la commune, ainsi que quatre pharmacies et huit dentistes. Étaient également présents quatre infirmiers, cinq kinésithérapeutes, cinq opticiens, six orthophonistes, six podologues et une sage-femme.

### Sports
La ville compte de nombreuses associations sportives qui se consacrent à la pratique de l'aïkido, de l'athlétisme, du  badminton, du basket-ball, du cyclisme, de l'équitation, du football, de la gymnastique, du handball, du judo et du ju-jitsu, du kick boxing-full-contact, de la marche athlétique et de la randonnée pédestre, de la moto, de la pétanque, du shōrinji kenpō, du tennis et du tennis de table.
Deux courses cyclistes sont organisées : en mars, le Grand prix de la Ville, et, en avril, les Boucles de la Loire (classée nationale).

### Médias
La presse écrite locale est dominée par le groupe Ouest-France et ses éditions Ouest-France et Presse-Océan. Limitrophe de Nantes, Sainte-Luce-sur-Loire bénéficie de la même offre de radio et télévision que celle de Nantes. Toutes les mois (hors juillet-août), un magazine de la ville paraît : Vivre à Sainte-Luce. Il donne les axes de la politique municipale et les actualités de la ville, notamment sur les plans culturel, sportif et associatif.

### Cultes
L'église Sainte-Luce est destinée à la pratique de la religion catholique. Le territoire de la ville fait intégralement partie de la paroisse Saint-Matthieu-sur-Loire dans la zone pastorale Nantes-Est, qui dépend du diocèse de Nantes (province ecclésiastique de Rennes).

## Économie

### Revenus de la population et fiscalité
En 2010, le revenu fiscal médian par ménage était de 36 025 €, ce qui plaçait Sainte-Luce-sur-Loire au 5 476e rang  parmi les 31 525 communes de plus de 39 ménages en métropole.

### Emploi
En 2008, les Lucéens ayant entre 15 et 64 ans étaient 7 921. Les actifs ayant un emploi représentaient 67 % de cette population, les retraités en représentaient 9,9 %, les chômeurs 4,9 %, tandis que 5,7 % des habitants de Sainte-Luce étaient considérés comme « autres inactifs ». Enfin la population estudiantine représentait 12,6 % de la population de la commune.
La même année l'Insee recense un taux de chômage de 6,9 % pour la commune contre 9,5 % pour le département.
|                        | Agriculture | Industrie | Construction | Commerce, transport, services | Administration, santé, enseignement, social |
| Sainte-Luce-sur-Loire  | 0,5 %       | 13,3 %    | 10,3 %       | 56,5 %                        | 19,3 %                                      |
| Moyenne départementale | 2,8 %       | 14,7 %    | 7,4 %        | 46,0 %                        | 29,1 %                                      |

|                        | Agriculteurs | Artisans, commerçants, chefs d'entreprise | Cadres, professions intellectuelles | Professions intermédiaires | Employés | Ouvriers |
| Sainte-Luce-sur-Loire  | 0,3 %        | 5,7 %                                     | 12,1 %                              | 28,6 %                     | 26,9 %   | 26,4 %   |
| Moyenne départementale | 1,7 %        | 5,4 %                                     | 15,3 %                              | 26,1 %                     | 27,8 %   | 23,7 %   |

### Entreprises et commerces
Selon l'Insee, au 1er janvier 2010, Sainte-Luce-sur-Loire comptait 584 entreprises. Celles-ci sont réparties dans neuf parcs d’activités : La Bougrière ; La Chohonnière ; La Gare ; La Madeleine ; Le Moulin des Landes 1 ; Le Moulin des Landes 2 ; La Jalousie ; La Maison Neuve 1 ; La Maison Neuve 2. Ces entreprises offrent un total d'environ 4 000 emplois
Historiquement, ces zones d'activités se sont développées le long de la voie ferrée (zone de la gare, en 1967), puis à proximité de la zone industrielle Nantes-Carquefou (la Chohonnière en 1978). Ces deux pôles se développent en 1984-1985 (La Bougrière au sud, la première tranche du Moulin des Landes au nord). Dès lors, seul le nord se développe, le long de l'autoroute A811 (La Madeleine, 1989), et le long de la RD723 (La Maison Neuve, 1992, deuxième tranche du Moulin des Landes, 1999), et enfin dans les années 2000 La Jalousie et l'extension de La Maison Neuve.
L’activité économique de Sainte-Luce-sur-Loire a connu un fort accroissement entre 1990 et 1999, à l'image de tout le secteur Nord-Est de l'agglomération. La commune a vu la part du secteur tertiaire s'accroître : 80 % des activités concernent les services et le commerce, alors que la proportion était de 60 % en 1990. Entre 1982 et 1999, la part des emplois dans les services, le bâtiment et le commerce s'est fortement accrue, alors qu'elle a diminué dans l'agriculture et l'industrie. Le secteur commercial est très localisé dans le centre-ville, il n'existe ailleurs que quelques zones d’artisanat et de commerces, notamment le long de la RD 68 vers Thouaré-sur-Loire.
Jusqu'en 1950, la sablière située au sud-est le long de la Loire, extrayait directement dans le fleuve. Par la suite, le sable est récupéré au fond de l'océan à une vingtaine de mètres de fond, amené au ponton sur la rive lucéenne, avant d'être nettoyé et tamisé avec le matériel de la sablière.

### Agriculture
Historiquement, l'agriculture est l'activité principale de la commune. Au XIXe siècle, le vignoble, jusque-là important, est dévasté par une épidémie de phylloxera. En 1948, le maraîchage devient prépondérant après l'installation de 187 maraîchers déplacés de terres de la commune de Nantes lors de la reconstruction qui suit la Seconde Guerre mondiale. Ces nouvelles exploitations s'implantent le long de la voie ferrée, près des zones d'extraction ou de stockage des sables de Loire.
Le nombre d'exploitations agricoles de la commune est passé de 91 en 1979 à 12 en 2004. Cette année-là, Sainte-Luce-sur-Loire compte 30 actifs dans le secteur, dont 45 % ont plus de 50 ans. Les maraîchers sont en forte proportion, mais ont peu de perspective de reprise d'activité. Divisée par cinq en 20 ans entre 1980 et 2000, la surface agricole utile (SAU) couvrait 80 hectares en 2004, mais sur cette surface, 18 hectares se situaient en zone d'urbanisation future. Le secteur agricole est menacé de disparition à Sainte-Luce-sur-Loire.

## Culture locale et patrimoine

### Patrimoine architectural

#### Patrimoine civil

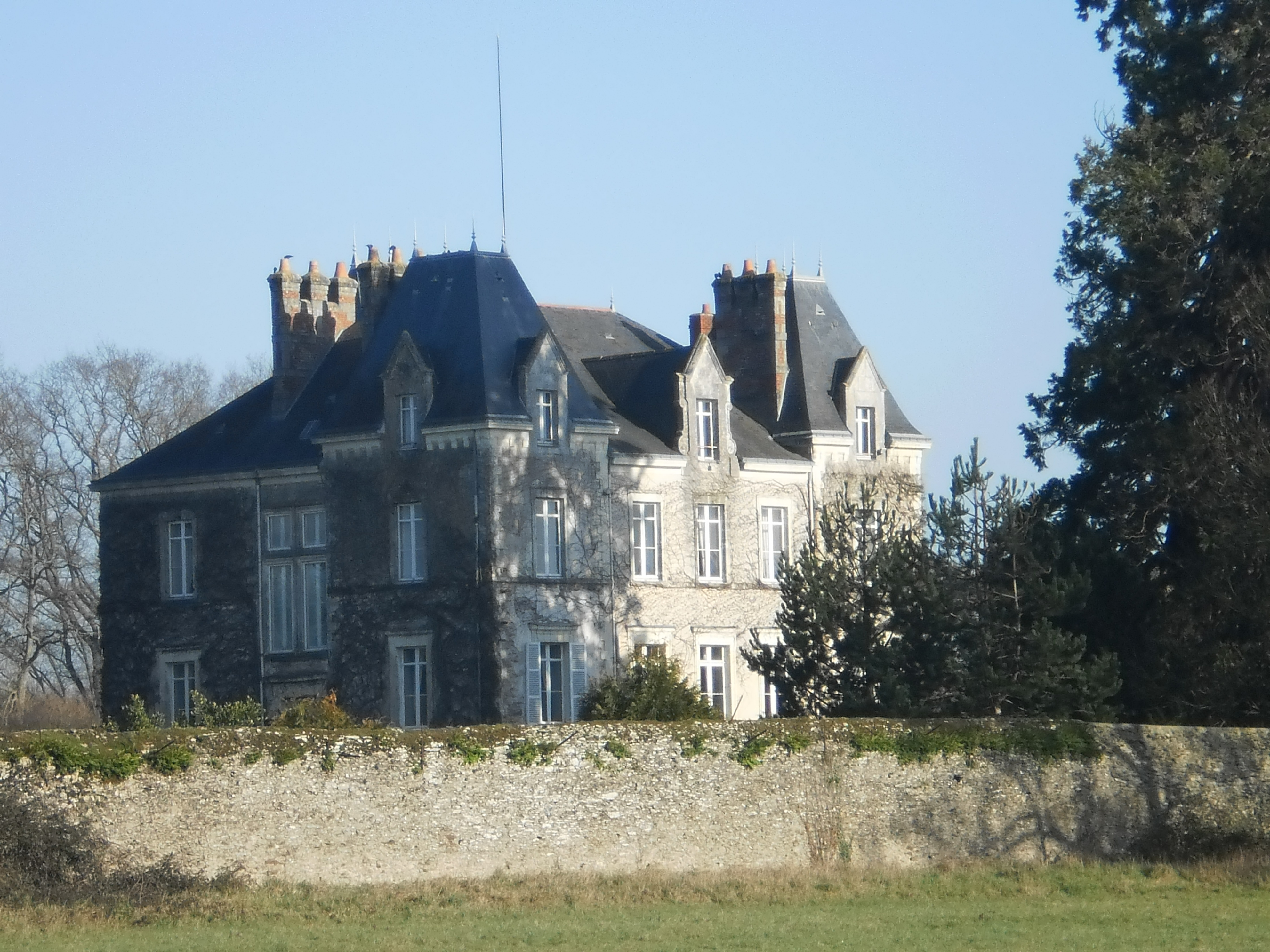
Manoir du Grand-Plessis

Au XXIe siècle, le bâti ancien, peu présent, est disséminé sur le territoire de la commune, fréquemment sous forme de maisons nobles et de fermes, soit dans les sites naturels, soit parmi les lotissements pavillonnaires récents des villages ou du secteur urbanisé de l’ouest. On compte quatorze anciennes maisons nobles réparties sur Sainte-Luce-sur-Loire,.
Le château de Chassay, partie de l’hôtel de ville depuis 1975, est construit sur l'emplacement d'une construction datant de 550. En 1462, Amauri d'Acigné fait creuser des douves et dresser des fortifications. L'évêque nantais Philippe du Bec fait reconstruire le château dans la deuxième partie du XVIe siècle, dans un style renaissance italienne. Après l'inauguration en tant qu'hôtel de ville le 15 novembre 1975, il lui est adjoint une partie moderne pour accueillir les services municipaux, bâtiments mise en service le 30 juin 1989.
Le château de La Haie (route de la Haie) est le siège d'une grande seigneurie couvrant 800 hectares, qui disparaît à la Révolution. Deux tours d'angle encadraient son entrée 

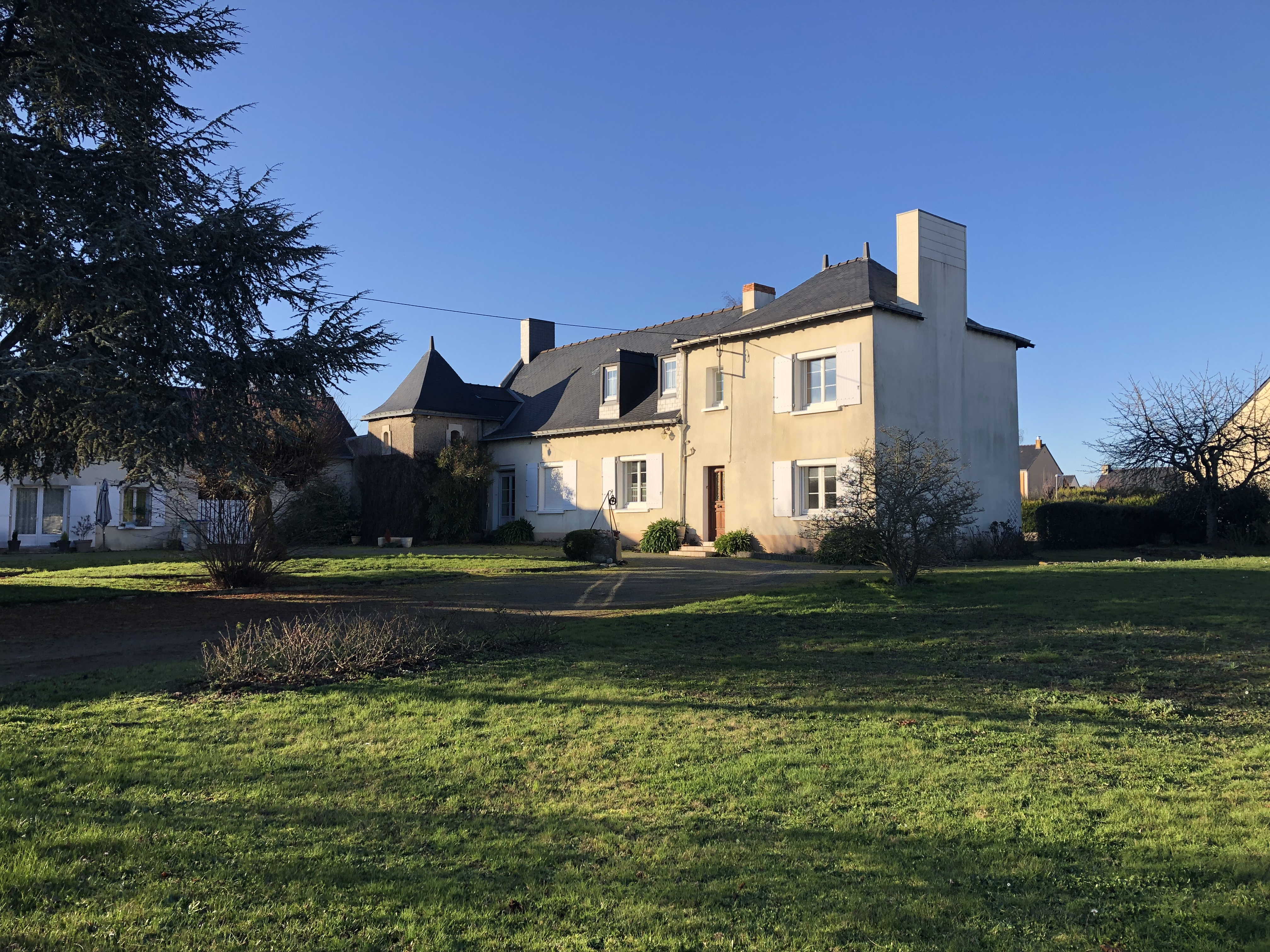
La Nobilière

monumentale. En 1626, le cardinal de Richelieu y fait une halte.
Le manoir du Grand Plessis (ou Lombarderie), sur la route des Sables, qui appartient en 1471 à Christophe de Tourneuve, est acquis en 1857 par M. Figat qui le fait raser. Entre 1874 et 1876, il fait reconstruire un manoir qui présente 55 ouvertures. À la fin du XXe siècle, il est transformé en restaurant.
Le château du Petit-Plessis, du XVIIIe siècle, construit pour un armateur nantais, reconstruit fin XIXème par les Cossé-Duval,  les écuries et l'orangerie sont du XVIIIe siècle .
Le château du Perrier, Perier ou Poirier (rue de la Sèvre, chemin du Perrier et rue de l’Erdre), de style gothique, date de la fin du XVe siècle. Il appartient alors au sire de Lescouet, sommelier et chambellan d'Anne de Bretagne à l'époque où elle est reine de France. La demeure a été reconstruite à la fin du XVIIIe siècle,.
Le château du Linot (allée Claire Fontaine) est reconstruit en 1852 par l'architecte nantais Joseph-Fleury Chenantais, dans un style néo-gothique,.

Les autres demeures nobles n'ayant pas été détruite sont La Nobilière (rue de la Nobilière et rue de la Mazure) construite au XIVè siècle, La Mignonnerie (rue de la Loire et chemin du Perrier), La Thébaudière, La Gironnière (chemin des Rouaudières), La Guichardière (Le Petit Guiche), La Poitevinière (rue de la Poitevinière), Belle-Rivière (terrain du camping, chemin du halage). Ce dernier remonte au XIVe siècle. C'est une gentilhommière, regroupant logis noble et dépendances, surélevée sur des caves maçonnées pour échapper aux effets des crues. En 1660, une chapelle y est construire.

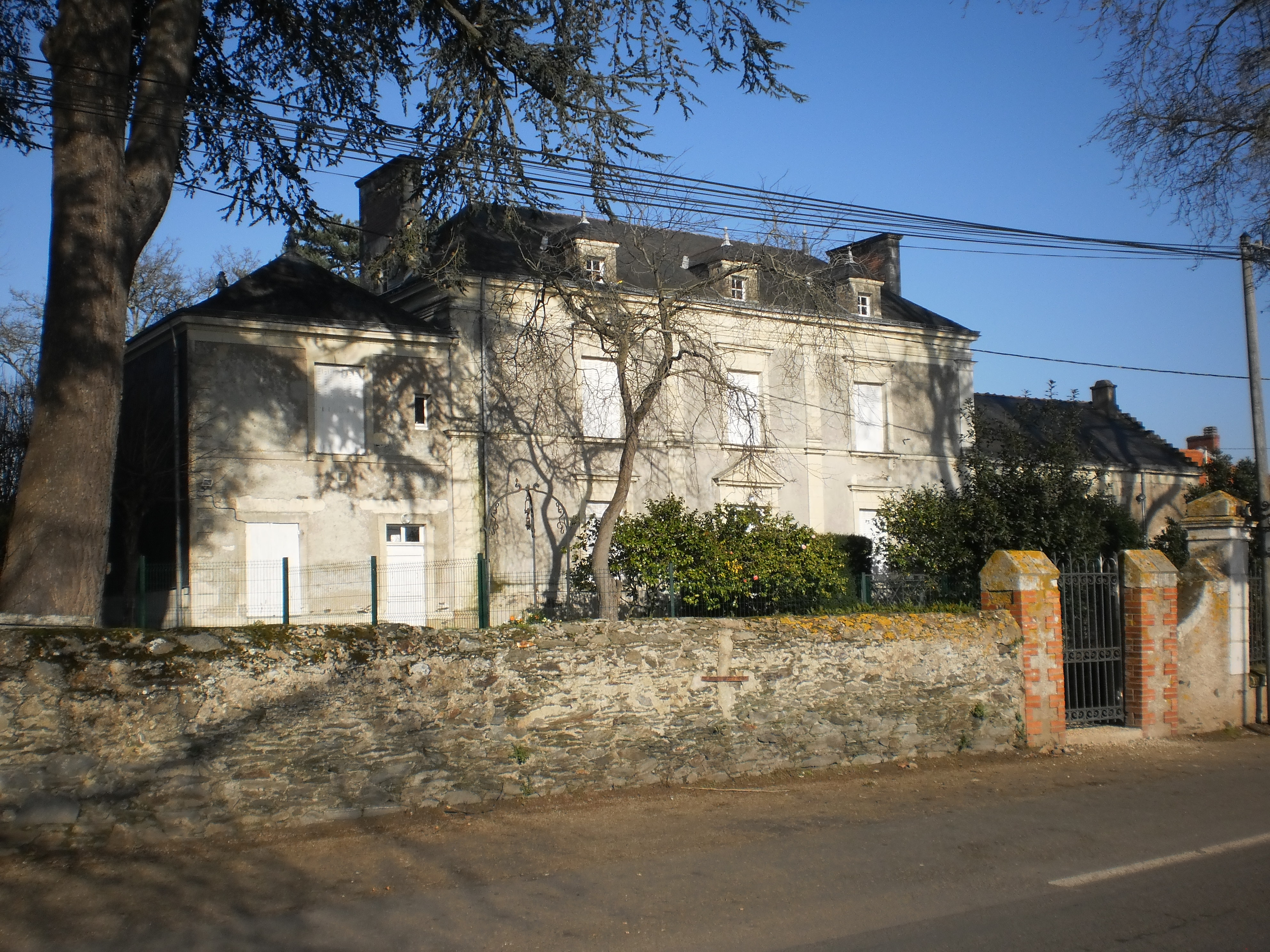
Manoir de Bellevue

Cependant, le château de Chassay et les maisons nobles ne constituent pas les seules traces du passé de la ville. En effet, elle conserve un patrimoine architectural qui témoigne de l’histoire de Sainte-Luce-sur-Loire. La Maison Auvigne (ancien presbytère - rue du Président Coty) a été construite en 1450, le Manoir de Bellevue (en bord de Loire) date de 1835, la maison de la Massonnerie (abrite le presbytère - rue du Président Coty) est également ancienne. En 1902, le marquis de Jules-Albert de Dion fait construire une maison pour son secrétaire, M. Vrignon. La ville rachète le bâtiment en 1954 et y transfère l'hôtel de ville le 8 avril 1956, jusqu'au déménagement dans le château du Chassay, le lieu devenant alors maison des associations.

#### Patrimoine religieux

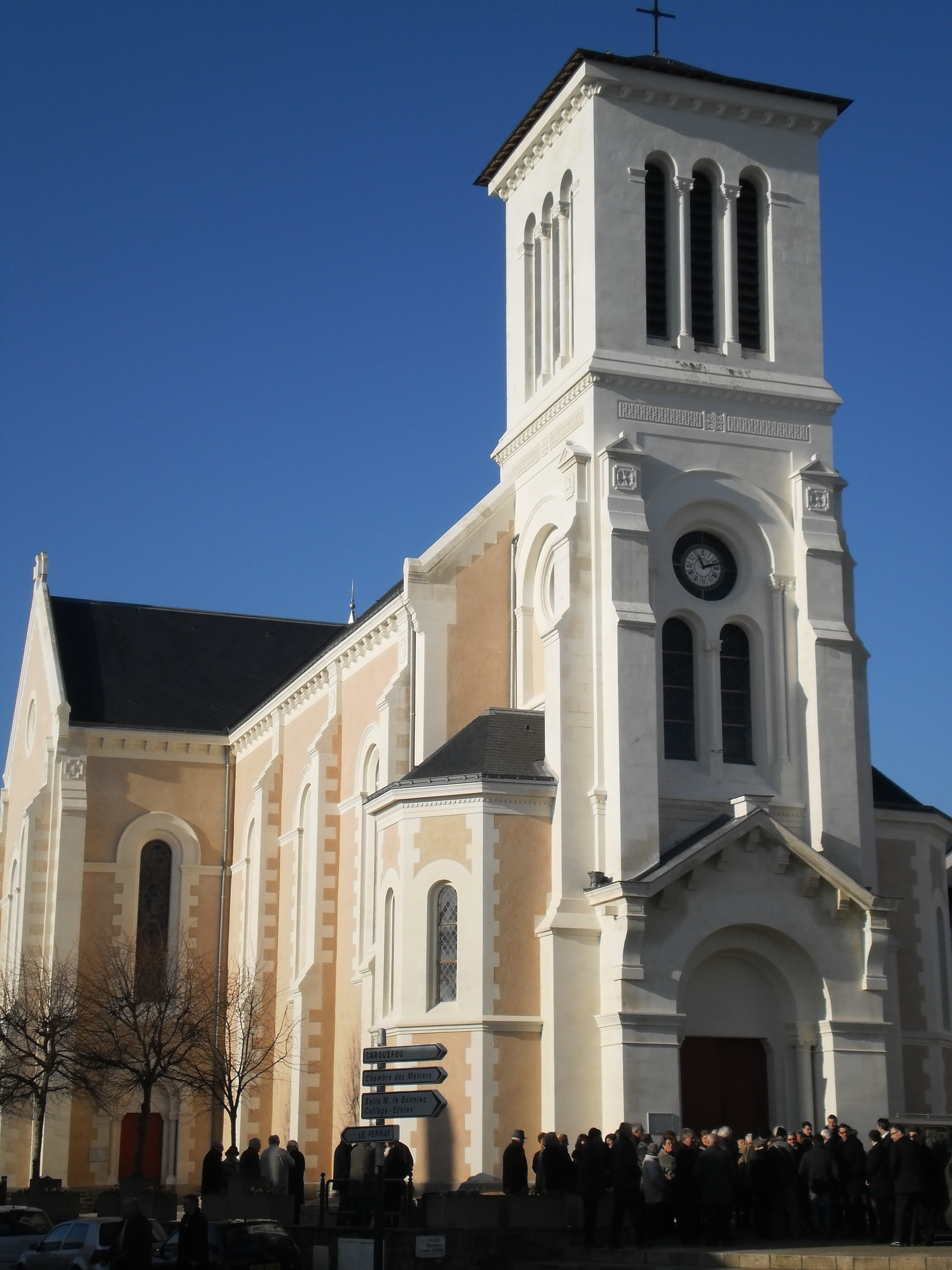
Église Sainte-Lucie

Après des travaux débutés en 1876, l'église Sainte-Lucie a été inaugurée le 25 mars 1878, alors qu'elle était inachevée. D'inspiration romane, elle est bâtie sur des plans de l'architecte nantais Louis Liberge. Le clocher n'est construit qu'à partir du 18 juillet 1897. Faute de moyens, la construction de la flèche initialement prévue est reportée. Un toit de tuiles est posé, à titre provisoire. Ce provisoire est encore d'actualité plus d'un siècle après. Ses vitraux ont été réalisés en 1894, restaurés en 1947. Il retracent la vie de sainte Lucie. L'édifice a bénéficié d'une rénovation achevée fin 2011.
Seules deux chapelles des maisons nobles de l'Ancien Régime subsistent : la chapelle de la Haie, et celle du Petit-Plessis, qui a été restaurée en 1843.

### Patrimoine naturel

#### Zones protégées
Une partie du territoire de Sainte-Luce-sur-Loire est dans un espace naturel concerné par une protection internationale : l'estuaire de la Loire. Il s'agit d'un site d’importance communautaire (SIC) au titre de la directive habitats, et la zone de protection spéciale (ZPS) au titre de la directive oiseaux. La partie sud de la commune, en bord de Loire, est concernée par le réseau Natura 2000, dans la zone libellée « vallée de la Loire aux Ponts-de-Cé et zones adjacentes ».
On trouve également à Sainte-Luce-sur-Loire trois ZNIEFF :
- prairie de mauves, île Héron et vasières de Loire[82] ;
- vallée de la Loire à l'amont de Nantes[83] ;
- zones humides et îles de Loire de Sainte-Luce-sur-Loire à Mauves, marais de la Seilleraye[84].

#### Parcs et espaces verts

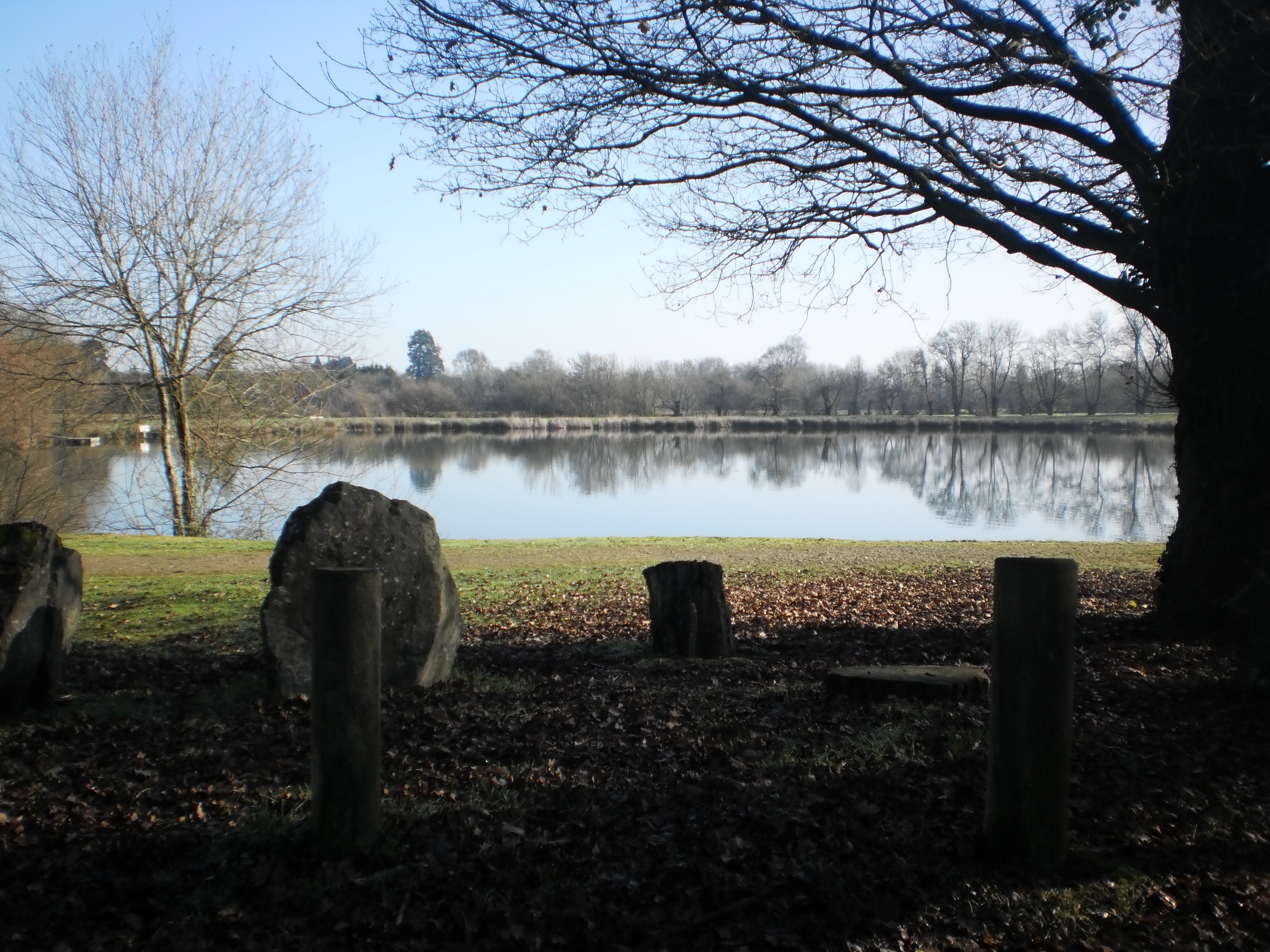
Étang du Plessis

Le paysage naturel aménagé est presque totalement situé au sud de la commune. L'ensemble est constitué de prairies humides et de bocages. La Loire est le seul fleuve à l'état sauvage en Europe. Sa rive lucéenne a cependant été aménagée. De ce fait, elle permet les promenades. L'île Clémentine, plus petite île de Loire de l'agglomération nantaise, acquise par la ville en 1986, est aménagée pour la promenade et les pique-niques et présente une aire de jeux pour les enfants. L'étang du Plessis est également aménagé.

### Emblèmes

#### Héraldique
| Sainte-Luce-sur-Loire | D'azur à une clef d'or et une épée d'argent garnie aussi d'or, passées en sautoir, et à la bordure d'hermine. Le centre du blason représente l'écu du chapitre épiscopal de Nantes : d'azur à une clef d'or et une épée d'argent, la garde et la poignée d'or passée en sautoir. En effet, la majeure partie du territoire de l'ancienne paroisse de Sainte-Luce appartenait à la juridiction de l'évêché de Nantes. L'idée d'utiliser cet écu est venue de la découverte d'une pierre de bornage par un maraîcher de La Haye. Cette pierre armoriée portait à son avers l'écu du chapitre épiscopal, et servait à matérialiser les limites des juridictions. La bordure d'hermine évoque le blasonnement d'hermine plain de la Bretagne, rappelant l'appartenance de la ville au duché de Bretagne sous l'Ancien Régime. (Les quatorze épis d'or symbolisent les quatorze anciennes maisons nobles de Sainte Luce : La Thébaudière, La Chaussée, La Haie, Le Patis-Mandin, La Poitevinière, Belle-Rivière, Le Grand-Plessis, La Guyonnière, Le Perrier, La Mignonnerie, Le Linot, Le Chassay, La Gabillaudière (Nobilière), La Saminière[réf. nécessaire]. Blason conçu par M. Trégouët et l'héraldiste Michel Pressensé (délibération municipale du 28 avril 1976). Sur la version du blason présente sur le site de la mairie de Sainte-Luce-sur-Loire (et sur les bâtiments municipaux), la clef et l’épée sont en pal (verticaux) en non en sautoir (croisés) ; les épis mentionnés dans la description ci-dessus y figurent également. |

#### Devise
La devise de Sainte-Luce-sur-Loire, Nutrisco Et Non Extinguor (Je nourris et ne m'éteins pas), est celle de la famille de Fremond de La Merveillère. Bernard de Fremond de La Merveillère, dont la famille possédait le manoir de Chassay jusqu'en 1956, autorisa la ville à faire usage de la devise de sa famille, qui est inscrite en bandeau sous le blason. Chapeau : André Chapeau , André Chapeau , Anthony Chapeau , Damien Chapeau.

### Personnalités liées à la commune
- Alain Coelier, tout comme le célèbre rôdeur Jean Grenouille, figures du grand banditisme, sont originaires de la commune ;
- Joseph Rabine (1922-1988), ancien archevêque d'Albi, est né à Sainte-Luce ;
- l'écrivain Yoann Barbereau est originaire de la commune ;
- Clara Matéo, footballeuse internationale ;
- Creeds, DJ français.

## Pour approfondir